# Grégoire Aslan
Pour les articles homonymes, voir Aslan.
Grégoire Aslan, né Krikor Kaloust Aslanian le 28 mars 1908 à l'hôpital français de Constantinople, mort le 8 janvier 1982, est un acteur français, aussi connu sous le nom de Coco Aslan.

## Biographie
Né sous le nom de Krikor Aslanian en Turquie, Aslan fit à 18 ans ses débuts professionnels comme chanteur et batteur dans l'orchestre de Ray Ventura à Paris, avant d'entamer une carrière d'acteur où il apparaît tantôt sous le nom de Grégoire Aslan, tantôt sous celui de Coco Aslan.
Ses débuts sont timides avant la guerre. Son premier film est Feux de joie (Jacques Houssin, 1938). Pour son second rôle, il joue dans Tourbillon de Paris, de Henri Diamant-Berger aux côtés de Ray Ventura.
Au début de la Seconde Guerre mondiale, il passe en Amérique du Sud avec Ray Ventura et son orchestre.
En 1946, il reprend son activité cinématographique en retrouvant son premier metteur en scène, Jacques Houssin, dans En êtes-vous bien sûr ?. En 1949, Claude Autant-Lara lui offre l'un de ses meilleurs rôles, celui du prince de Palestrie, dans Occupe-toi d'Amélie. Il tournera dans deux autres films d'Autant-Lara : L'Auberge rouge, en 1951, et Le Bon Dieu sans confession, en 1953.
Il joue dès lors dans de nombreux films britanniques et américains où il incarne le plus souvent un personnage étranger, voire exotique : Russes, Français, Italiens, Allemands, Albanais, Proches-Orientaux, le tout avec la même finesse. « Welles, qui l'embaucha pour son Dossier secret en compagnie d'autres trognes apatrides comme Auer ou Tamiroff, ne s'y était pas trompé: Grégoire Aslan a du talent. » (Tulard).
Parmi ses apparitions à l'écran les plus remarquées, on citera Duca, le chef de gang dans Joe MacBeth (Ken Hughes, 1955), Hérode dans Le Roi des Rois (Nicholas Ray, 1961), et  Pothinus dans Cléopâtre (Joseph L. Mankiewicz, 1963). Dans Le Diable à quatre heures (Mervyn LeRoy, 1961), aux côtés de Frank Sinatra et de Spencer Tracy, il incarne Marcel, un criminel qui se rachète en donnant sa vie pour sauver d'une éruption volcanique les habitants d'une île du Pacifique. Il sera deux fois chef de la police parisienne : dans Deux têtes folles (Richard Quine, 1964), et dans Le Retour de la panthère rose (Blake Edwards, 1975).
Il a été marié avec l'actrice Denise Noël de 1948 à 1955.
Il est en Cornouailles quand une crise cardiaque l'emporte à 73 ans ; il est inhumé au cimetière nouveau de Neuilly-sur-Seine. Il avait joué plus de 110 rôles pour des films ou à la télévision.

## Filmographie

### Cinéma
- 1934 : Étoile de Music-Hall - cm -
- 1934 : Minuit, place Pigalle de Roger Richebé
- 1935 : Le Billet de mille de Marc Didier
- 1936 : Aventure à Paris de Marc Allégret
- 1936 : Tout va très bien madame la marquise de Henry Wulschleger
- 1938 : La Vie des artistes de Bernard Roland
- 1939 : Feux de joie de Jacques Houssin
- 1939 : Tourbillon de Paris de Henri Diamant-Berger
- 1940 : Les Surprises de la radio de Marcel Aboulker
- 1945 : Le Moulin des Andes de Jacques Rémy
- 1947 : En êtes-vous bien sûr? de Jacques Houssin
- 1948 : Sleeping Car to Trieste (en) de John Paddy Carstairs
- 1949 : Hans le marin de François Villiers : le Brésilien
- 1949 : Occupe-toi d'Amélie de Claude Autant-Lara : le prince Nicolas de Palestrie
- 1950 : Un homme marche dans la ville de Marcel Pagliero : Ambilares
- 1950 : Vacances sur ordonnance (Last Holiday) de Henry Cass
- 1950 : La Route du Caire (Cairo road) de David MacDonald
- 1950 : La Cage d'or (Cage of Gold) de Basil Dearden
- 1951 : The Adventurers (en) de David MacDonald
- 1951 : Les Joyeux Pèlerins de Alfred Pasquali
- 1951 : L'Auberge rouge de Claude Autant-Lara : Barbeuf, un voyageur
- 1951 : Pas de vacances pour Monsieur le Maire de Maurice Labro : M. Beaudubec
- 1952 : Une enfant dans la tourmente de Jean Gourguet
- 1952 : Le Secret d'une mère de Jean Gourguet
- 1952 : Jouons le jeu (sketch : La jalousie) d'André Gillois
- 1953 : Chassez le naturel de Philippe Ducrest - cm -
- 1953 : Confidences en zigzag sur l'amour d'André Gillois - cm -
- 1953 : Week-end à Paris (Innocents in Paris) de Gordon Parry : Le marchand de tapis
- 1953 : Le Bon Dieu sans confession de Claude Autant-Lara : Varesco
- 1953 : Cet homme est dangereux de Jean Sacha
- 1953 : Un acte d'amour (Act of Love) de Anatol Litvak : le commissaire (non crédité)
- 1954 : Le Chevalier de la nuit de Robert Darène : Le préfet de police
- 1954 : La rafle est pour ce soir (sketch : Le roi du sex-appeal) de Maurice Dekobra : Mortimer Schoom
- 1954 : La Soupe à la grimace de Jean Sacha
- 1955 : Oasis de Yves Allégret
- 1955 : Dossier secret (Mr Arkadin) d'Orson Welles : Bracco
- 1955 : Joe Macbeth de Ken Hughes
- 1956 : Une fille épatante de Raoul André
- 1956 : L'Homme aux clés d'or de Léo Joannon : M. Bodoni, un joueur ami d'Antoine
- 1956 : L'Homme et l'Enfant de Raoul André : Zajir
- 1957 : Quelle sacrée soirée de Robert Vernay
- 1957 : Les Suspects de Jean Dréville : l'inspecteur Ben Hamman de la DST
- 1957 : Celui qui doit mourir de  Jules Dassin : Lucas
- 1957 : Les Fanatiques de Alex Joffé : le général Antonio Ribéra, dictateur
- 1957 : Casino de Paris d'André Hunebelle
- 1957 : Le Triporteur de Jack Pinoteau : Mouillefarine, le boulanger
- 1957 : Alerte en Extrême-Orient (Windom's way) de Ronald Neame : Mayor Lollivar
- 1958 : L'Homme au masque de verre (The Snorkel) de Guy Green
- 1958 : Requins de haute mer (Sea Fury) de Cy Endfield
- 1958 : Les Racines du ciel de John Huston : Habib
- 1959 : Les Tripes au soleil de Claude Bernard-Aubert
- 1959 : Les Aventuriers du Kilimandjaro (Killers of Kilimanjaro) de Richard Thorpe : cheikh Ahmed
- 1959 : Notre agent à La Havane (Our Man in Havana) de Carol Reed : Cifuentes
- 1960 : Sous dix drapeaux (Sotto dieci bandiere) de Duilio Coletti : le maître à bord de l'Abdullah
- 1960 : Les Criminels (The Criminal) de Joseph Losey
- 1960 : Les Voyages de Gulliver (The 3 Worlds of Gulliver) de Jack Sher : le roi Brob
- 1961 : Il suffit d'aimer de Robert Darène
- 1961 : The Rebel/Call me genius de Robert Day
- 1961 : L'Escapade héroïque de Jay Lewis
- 1961 : Le Roi des rois (King of Kings) de Nicholas Ray : Hérode
- 1961 : Le Diable à 4 heures (The Devil at 4 O'Clock) de Mervin LeRoy : Marcel
- 1961 : Les Joyeux Voleurs (The Happy Thieves) de George Marshall : Dr Victor Munoz
- 1962 : Village of daughters de George Pollock
- 1963 : Cléopâtre (Cleopatra) de Joseph L. Mankiewicz
- 1963 : Crooks in cloisters de Jeremy Summers
- 1963 : Une ravissante idiote d'Édouard Molinaro : Bagda
- 1964 : Aimez-vous les femmes ? de Jean Léon : Inspecteur Rossi
- 1964 : La Rolls-Royce jaune (The Yellow Rolls-Royce) de Anthony Asquith : l'ambassadeur d'Albanie
- 1964 : Deux têtes folles (Paris, When It Sizzles) de Richard Quine : Gilet, l'inspecteur de police
- 1964 : Dernière Mission à Nicosie (The Hight Bright Sun) de Ralph Thomas
- 1964 : The Main Chance de John Knight
- 1964 : Amori pericolosi (sketch il generale) de Alfredo Giannetti
- 1964 : La Fabuleuse Aventure de Marco Polo de Denys de La Patellière : Achmed Abdullah
- 1964 : Les Gorilles de Jean Girault : maître Lebavard
- 1966 : Choc (Moment to Moment) de Mervin LeRoy
- 1966 : D pour danger (A Man Could Get Killed) de Ronald Neame : Florian
- 1966 : Opération Marrakech (Our Man in Marrakesh) de Don Sharp
- 1966 : Les Centurions (Lost Command) de Mark Robson : Ben Saad
- 1966 : La Vingt-cinquième Heure de Henri Verneuil : Nicolai Debresco
- 1967 : Coup de force à Berlin de Terence Hathaway
- 1968 : Mazel Tov ou le Mariage de Claude Berri : Le beau-père
- 1968 : La Puce à l'oreille de Jacques Charon
- 1969 : 12 + 1 de Nicolas Gessner : le psychiatre
- 1970 : Les Baroudeurs de  Peter Collinson : Osman Bey
- 1970 : Le Cinéma de papa de Claude Berri : un producteur de cinéma
- 1972 : Les Galets d'Étretat de Sergio Gobbi : Timakoff
- 1972 : Sex-shop de Claude Berri : Le père d'Isabelle
- 1974 : Le Voyage fantastique de Sinbad (The Golden Voyage of Sinbad) de Gordon Hessler : Hakim
- 1974 : La Fille de la rue Petrovka de Robert Ellis Miller
- 1974 : Une Chinoise aux nerfs d'acier de Jürgen Roland
- 1975 : Le Retour de la panthère rose (The Return of the Pink Panther) de Blake Edwards : le chef de la police Lundallah
- 1975 : Bons baisers de Hong Kong de Yvan Chiffre
- 1976 : Mort au sang donneur (Bloedverwanten) de Wim Lindner
- 1977 : Gloria de Claude Autant-Lara : le patron du cabaret
- 1977 : Rencontres avec des hommes remarquables de Peter Brook : le prêtre arménien

### Télévision
- 1953 : Danse sans musique de Claude Barma
- 1957 : Le Quadrille des diamants de Claude Barma
- 1968 : Les Dossiers de l'agence O de Marc Simenon - épisode : L'Arrestation du musicien.
- 1968 : Le Saint avec Roger Moore (épisode : Le Sosie)
- 1972 : La Canne, téléfilm de Arlen Papazian : Guestarmus
- 1975 : Les Grands Détectives de Tony Flaadt, épisode : Mission secrète : le président des USA
- 1980 : Commissaire Moulin, épisode La bavure : Lorca

### Au théâtre ce soir
- 1970 : L'Homme au parapluie de William Dinner et William Morum, mise en scène Grégoire Aslan, réalisation Pierre Sabbagh, théâtre Marigny
- 1971 : Caroline de Somerset Maugham, mise en scène Grégoire Aslan, réalisation Pierre Sabbagh, théâtre Marigny
- 1973 : Le Complexe de Philémon de Jean Bernard-Luc, mise en scène René Clermont, réalisation Georges Folgoas, théâtre Marigny
- 1974 : Giliane ou Comme un oiseau de Ronald Millar et Nigel Balchin, adaptation Pol Quentin, mise en scène Grégoire Aslan, réalisation Georges Folgoas, théâtre Marigny
- 1975 : Un homme d'action de William Dinner et William Morum, adaptation Pol Quentin, mise en scène Grégoire Aslan, réalisation Pierre Sabbagh, théâtre Édouard-VII

## Théâtre
- 1946 : La Bonne Hôtesse opérette de Jean-Jacques Vital et Serge Veber, mise en scène Fred Pasquali, Alhambra
- 1949 : Pauline ou L'Écume de la mer de Gabriel Arout, théâtre des Célestins
- 1950 : Le Complexe de Philémon de Jean Bernard-Luc, mise en scène Christian-Gérard, théâtre Montparnasse
- 1952 : Robinson de Jules Supervielle, mise en scène Jean Le Poulain, théâtre de l'Œuvre
- 1953 : L'Homme au parapluie de William Dinner et William Morum, mise en scène Georges Vanderic, théâtre Charles de Rochefort
- 1953 : Il était une gare de Jacques Deval, mise en scène Jean Darcante, théâtre de la Renaissance
- 1953 : L'Invitation au château de Jean Anouilh, mise en scène André Barsacq, théâtre de l'Atelier
- 1954 : Homme pour homme de Bertolt Brecht, mise en scène Jean-Marie Serreau, Théâtre de l'Œuvre
- 1955 : Un nommé Judas de Pierre Bost et Claude-André Puget, mise en scène Jean Mercure, théâtre des Célestins
- 1956 : Ce soir je dîne chez moi de Clare Kummer, mise en scène Christian-Gérard, Comédie Wagram
- 1963 : La Farce de Vahé Katcha, mise en scène Jean-Jacques Aslanian, Théâtre de Plaisance
- 1970 : Hadrien VII de Peter Luke, mise en scène Raymond Rouleau, théâtre de Paris
- 1972 : Hadrien VII de Peter Luke, mise en scène Raymond Rouleau, htéâtre des Célestins
- 1974 : Folies bourgeoises de Roger Planchon, mise en scène de l'auteur, TNP Comédie de Saint-Étienne
- 1975 : A.A. Les Théâtres d'Arthur Adamov mise en scène Roger Planchon, TNP Villeurbanne
- 1976 : Folies bourgeoises de Roger Planchon, mise en scène de l'auteur, TNP Théâtre de la Porte-Saint-Martin
- 1976 : A.A. Les Théâtres d'Arthur Adamov mise en scène Roger Planchon, TNP Théâtre national de Chaillot
- 1977 : Bichon de Jean de Létraz, mise en scène Jacques Valois, Théâtre de Charleville-Mézières
- 1977 : Pygmalion de George Bernard Shaw, mise en scène Raymond Gérôme, théâtre de Paris
- 1977 : Péricles, prince de Tyr de William Shakespeare, mise en scène Roger Planchon, TNP Villeurbanne
- 1978 : Antoine et Cléopâtre de William Shakespeare, mise en scène Roger Planchon, TNP Villeurbanne, Maison de la culture de Nanterre
- 1978 : Péricles, prince de Tyr de William Shakespeare, mise en scène Roger Planchon, Maison de la culture de Nanterre
- 1979 : Le Pic du bossu de Sławomir Mrożek, mise en scène Laurent Terzieff, Théâtre national de Chaillot
- 1980 : Le Pic du bossu de Sławomir Mrożek, mise en scène Laurent Terzieff, Théâtre Hébertot
- 1981 : Les Amis d'Arnold Wesker, mise en scène Yves Gasc, Théâtre du Lucernaire

## Pour approfondir